# 가위손말과
가위손말과(Galaxauraceae)는 진정홍조강 국수나물목에 속하는 홍조식물과의 하나이다. 5속 58종을 포함하고 있다. 민가락말(Tricleocarpa jejuensis)과 뾰족두가닥바닷말(Dichotomaria apiculata), 여린두가닥바닷말(Dichotomaria falcata), 고리방사털(Actinotrichia fragilis), 애기가위손말(Galaxaura rugosa), 여린가위손말(Galaxaura falcata) 등을 포함하고 있다.

## 하위 속
- 고리방사털속 (Actinotrichia)
- 두가닥바닷말속 (Dichotomaria)
- 가위손말속 (Galaxaura)
- Halysium
- 가락말속 (Tricleocarpa)